# Folomana
Folomana è un comune rurale del Mali facente parte del circondario di Macina, nella regione di Ségou.